# AN/SPS-39
AN/SPS-39 — американский корабельный радар трёхмерного обзора с фазированной антенной решёткой компании Hughes.
Является доработанным для промышленной серии вариантом радара AN/SPS-26. Первый опытный образец представлен в январе 1960 года. По сравнению с прототипом механическая система стабилизации антенного поста заменена электронной стабилизацией лучей.
Имел два диапазона по дальности — 300 и 110 км. Сообщалось, что эффективная дальность составляет 230 км, а цель с ЭПР 1 м² обнаруживается на расстоянии 280 км.
Первые модели радара (SPS-39, SPS-39A) имели антенну в форме параболического цилиндра, которая весила около 1400 кг и была наклонена под углом 15° к вертикали. Диаметр зоны вращения составлял 2,9 м. Аналогичная антенна использовалась в радаре-прототипе AN/SPS-26. 
В 1963 году был выпущен радар SPS-39 Series III, который получил новую планарную антенну со щелевыми волноводными излучателями, а также новый передатчик и новый параметрический усилитель в приёмнике. Были разработаны две альтернативные планарные антенны: малая и большая. Антенны получили наименование SPA-64 и SPA-72 соответственно.
Варианты антенны
| Характеристика        | Цилиндри- ческая | Малая планарная         | Большая планарная |
| --------------------- | ---------------- | ----------------------- | ----------------- |
| Диаметр зоны поворота | 2,9 м            | 4,0 м                   | 6,4 м             |
| Ширина луча           | 2,4 × 3,0°       | 1,7 × 2,25° 1,9 × 2,25° | 1,1 × 2,25°       |
| Усиление антенны      | 34 dB            | 37 dB                   | 39,5 dB           |

В некоторых источниках радары AN/SPS-39 Series III называются AN/SPS-52.
Планарная антенна SPA-72 отклонена от вертикали на угол 25° и состоит из 60 горизонтальных линейных массивов (98 слотов в каждом). Вдоль одной из сторон антенны перпендикулярно её плоскости расположена планарная линия задержки, благодаря которой угол возвышения луча меняется в зависимости от частоты.
Радар AN/SPS-39 имел два режима работы: 
- High Data Rate (рус. большой поток данных) с дальностью 60 nm (110 км) и частотой сканирования по азимуту 15 об/мин;
- High Angle (рус. большой угол) с дальностью 160 nm (300 км) и частотой сканирования по азимуту 10 об/мин.

Радар  AN/SPS-39 Series III (AN/SPS-52) имел дополнительный режим
- Long Range (рус. большая дальность) с дальностью 245 nm (450 км) и частотой сканирования по азимуту 7,5 об/мин.

Режимы работы
| Характеристика                                       | SPS-39, 39A | SPS-39, 39A | SPS-39 Series III | SPS-39 Series III | SPS-39 Series III |
| Характеристика                                       | Short Range | Long Range  | High Data Rate    | High Angle Mode   | Long Range        |
| ---------------------------------------------------- | ----------- | ----------- | ----------------- | ----------------- | ----------------- |
| Максимальная дальность, км                           | 110         | 300         | 110               | 300               | 450               |
| Частота сканирования, об/мин (малая/большая антенны) | 15          | 5           | 15                | 7,5 / 6,0         | 7,5 / 6,0         |
| - в режиме селекции движущихся целей                 | 11,5        |             |                   | 6,5 / 5,5         | 6,5 / 5,5         |
| Частота повторения импульсов, Гц                     | 1850        | 925         | 1220–2000         | 488–2000          | 329–1050          |
| Длительность импульса, мкс (SPS-39/SPS-39A)          | 4           | 4 / 3       | 2,5               | 4,6               | 10                |
| Максимальный угол возвышения                         | 48°         | 48°         | 42°               | 42°               | 13°               |
| - альтернативный режим                               | 15°         | 15°         | 13°               | 13°               | 4,5°              |

Уровень шумов нового усилителя составил всего 3,5 dB по сравнению с 8 dB для SPS-39/SPS-39A. Это позволило существенно увеличить максимальную дальность радара. Если эффективная дальность ранних моделей радара для целей с ЭРП 1 м² составляла 115 км, то для малой планарной антенны она достигла 
265 км (210 км при больших углах места), а для большой –  345 км (275 км при больших углах места). На испытаниях, проведённых на крейсере «Галвестон», средняя максимальная дальность сопровождения одиночного истребителя на большой высоте составила 314 км. По результатам испытаний было отмечено, что малый уровень боковых лепестков диаграммы направленности делает радар нечувствительным как к естественным помехам, так и к действию систем электронного противодействия.
Самым большим достижением программы Series III стало значительное увеличение надёжности. Если в испытаниях 1960-1962 годов наработка на отказ для SPS-39 составляла в среднем 14 часов, а для SPS-39A в 1961–1962 годах — 23 часа, то SPS-39(III) на эсминце «Сэмпсон» показал 43 часа, а на крейсере «Галвестон» – 67 часов.
С появлением боевой информационно-управляющей системы NTDS, была выпущена адаптированная для неё версия радара AN/SPS-39, получившая название AN/SPS-42. Изменения коснулись цифровых интерфейсов с системами управления. Ранее установленные AN/SPS-39 со временем были заменены на AN/SPS-52 (на малых кораблях) или на AN/SPS-48 (на больших кораблях).